# 10000 aC (pel·lícula)
10000 aC (títol original en anglès: 10,000 BC) és una pel·lícula estatunidenca de l'any 2008 sobre la prehistòria, dirigida per Roland Emmerich i protagonitzada per Camilla Belle i Steven Strait. Ha estat doblada i subtitulada al català.

## Argument
Era un temps en el qual l'home i la bèstia eren indomables i el poderós mamut vagava per la terra. Un temps en què les idees i creences van néixer i van donar forma a la humanitat. Un jove caçador D'Leh (Steven Strait) segueix en la seva recerca per liderar un exèrcit al vast desert, combatent contra els dents de sabre, mamuts i els depredadors prehistòrics, mentre desenterrava una civilització perduda i intentava rescatar la dona que estimava Evolet (Camilla Belle) del malvat Senyor de les Guerres, que estava decidit a posseir-la.

## Producció
Warner Bros. Pictures, en associació amb Legendary Pictures, presenta 10000 aC, dirigida per Roland Emmerich (Independence Day, El dia de demà). Aquesta aventura èpica és protagonitzada per Steven Strait (Sky High) i Camilla Belle (When a Stranger Calls).
Una producció de Centropolis Entertainment i de Roland Emmerich Film, 10000 aC és dirigida per Roland Emmerich, el guió va ser dirigida pel mateix Emmerich i Harald Kloser i va ser produïda per Michael Wimer (Welcome to America), Roland Emmerich i Mark Gordon (The Day After Tomorrow).
Els productors executius són Tom Karnowski (Everything is Illuminated), Harald Kloser, Thomas Tull (Superman Returns) i Bill Fay. El coproductor és Ossie Von Richthofen (Welcome to America). El director de fotografia és Ueli Steiger (El dia de demà) i la producció és dissenyada per Jean Vincent Puzos (Lord of War). La pel·lícula fou editada per Alex Berner (El perfum: història d'un assassí). El compositor és Harald Kloser i el vestidor és dissenyat per Renee April (El dia de demà).
10000 aC va ser filmada a Nova Zelanda, Sud-àfrica i Namíbia i serà distribuïda per Warner Bros. Pictures, una companyia de Warner Bros. Entertainment.
El director, Roland Emmerich, i el compositor, Harald Kloser, van escriure el guió original. Quan el projecte va rebre llum verda de Columbia Pictures, el guionista John Orloff va començar el treball redactant un nou projecte sobre la base del guió original. Columbia, sota Sony Pictures Entertainment, va abandonar el projecte a causa de problemes de calendari, raó per la qual Warner Bros. el va prendre posteriorment.

## Protagonistes
- Steven Strait: D'Leh, caçador de mamuts
- Camilla Belle: Evolet, l'amor de D'Leh
- Cliff Curtis: Tic-Tic, mentor de barba
- Omar Sharif: Old Baku (narrador)
- Reece Ritchie: Moha
- Nathanael Baring: Baku